# Fabio Mazzucco
Fabio Mazzucco is een Italiaans wielrenner. In 2020 reed hij de Ronde van Italië. 

## Biografie
In 2017 won Mazzucco de Gran Premio dell'Arno en deed hij mee aan de wegwedstrijd voor junioren van de Wereldkampioenschappen wielrennen 2017 in Bergen en de Europese kampioenschappen wielrennen 2017 in Herning, waar hij bij het wereldkampioenschap 82e en bij het Europees kampioenschap 15e werd.
In 2018 reed hij bij Trevigiani Phonix-Hemus 1896 en in 2019 bij Sangemini Trevigiani Mg.k Vis. In 2019 won hij de derde etappe van de Baby Giro en de Grote Prijs van Poggiana.
In 2020 maakte Mazzucco de overstap naar Bardiani CSF. Hier reed hij grotere koersen, zoals Strade Bianche, Milaan-San Remo en de Ronde van Italië. Na het seizoen 2022 werd zijn contract bij Bardiani CSF niet verlengd en deed Mazzucco een stap terug naar het bescheiden Mg.K Vis-Colors for Peace. Al meteen op 18 januari 2022 testte Mazzucco positief op het gebruik van doping. Bij een out-of-competition-controle werd de Italiaan betrapt op het gebruik van Epo.

## Palmares
2017
Gran Premio dell'Arno
2019
Grote Prijs van Poggiana
3e etappe Baby Giro

### Resultaten in voornaamste wedstrijden
| Jaar | Ronde van Italië | Ronde van Frankrijk | Ronde van Spanje |
| ---- | ---------------- | ------------------- | ---------------- |
| 2020 | 129e             |                     |                  |
| 2021 |                  |                     |                  |

| Jaar | Milaan-San Remo | Strade Bianche |
| ---- | --------------- | -------------- |
| 2020 | 145e            | opgave         |
| 2021 |                 | buit.tijd      |

## Ploegen
- 2018 –  Trevigiani Phonix-Hemus 1896
- 2019 –  Sangemini Trevigiani Mg.k Vis
- 2020 –  Bardiani-CSF-Faizanè
- 2021 –  Bardiani-CSF-Faizanè
- 2022 –  Bardiani-CSF-Faizanè
- 2023 –  Mg.K Vis-Colors for Peace

Battaglin · Bonillo · Cañaveral · Colnaghi · Covili · El Gouzi · Fiorelli · Gabburo · Marcellusi · Martinelli · Mazzucco · Modolo · Mulubrhan (vanaf 21/4) · Nieri · Pellizzari · Pinarello · Rastelli · Santaromita · Tarozzi · Tolio · Tonelli · Trainini (tot 5/4) · Visconti (tot9/3) · Zana · Zanoncello · Zoccarato · Magli (stagiair)